# Championnat du monde de basket-ball en fauteuil roulant féminin 2022
Pour un article plus général, voir Championnats du monde de basket-ball en fauteuil roulant.
Cet article traite de l'épreuve féminine. Pour la compétition masculine, voir Championnat du monde de basket-ball en fauteuil roulant masculin 2022.
Navigation
Édition précédente Édition suivante
Le championnat du monde de basket-ball en fauteuil roulant féminin 2022 est le championnat du monde féminin de handibasket organisé par l'IWBF. La compétition a lieu à Dubaï, aux Émirats arabes unis, en juin 2023.
Les Pays-Bas sont les tenants du titre.

## Report de la compétition
Programmée en marge de la tenue exceptionnelle de la Coupe du Monde de football 2022 au Qatar, Dubaï n'est pas certaine de pouvoir accueillir l'afflux de visiteurs à cette période de l'année,. La compétition et donc reportée au début de l'été suivant, en juin 2023, deux mois avant la tenue des championnats continentaux qualificatifs pour les Jeux paralympiques de Paris 2024.

## Places qualificatives pour les Jeux paralympiques de 2024
Cette compétition n'est pas directement qualificative pour le tournoi féminin de basket fauteuil des Jeux paralympiques d'été de 2024, mais elle octroie un certain nombre de spots aux zones suivant le classement final des équipes. Les équipes se disputeront les billets qualificatifs lors des championnats continentaux disputés en fin d'été 2023.

## Tour préliminaire
Les douze équipes du mondial sont réparties en deux poules de six après tirage au sort. Les quatre premières sont qualifiées pour les quarts de finale, les cinquièmes et sixièmes s'affrontent dans des rencontres de classement.

### Groupe A
| # | Équipe     | Pts | G | P | Pm  | Pe  | Diff | Dép | Moy   |
| - | ---------- | --- | - | - | --- | --- | ---- | --- | ----- |
| 1 | Pays-Bas   | 10  | 5 | 0 | 443 | 178 | +265 |     | 89-36 |
| 2 | Allemagne  | 9   | 4 | 1 | 346 | 220 | +126 |     | 69-44 |
| 3 | États-Unis | 8   | 3 | 2 | 389 | 220 | +169 |     | 78-44 |
| 4 | Japon      | 7   | 2 | 3 | 273 | 293 | -20  |     | 55-59 |
| 5 | Algérie    | 6   | 1 | 4 | 156 | 428 | -272 |     | 31-86 |
| 6 | Thaïlande  | 5   | 0 | 5 | 141 | 409 | -268 |     | 28-82 |

| 10 juin | Algérie    | 36  | 70 | Japon      |
| 10 juin | Allemagne  | 45  | 60 | Pays-Bas   |
| 10 juin | Thaïlande  | 23  | 99 | États-Unis |
| 11 juin | Algérie    | 23  | 99 | États-Unis |
| 11 juin | Thaïlande  | 30  | 81 | Allemagne  |
| 12 juin | Allemagne  | 97  | 20 | Algérie    |
| 12 juin | Japon      | 46  | 76 | États-Unis |
| 12 juin | Pays-Bas   | 107 | 16 | Thaïlande  |
| 13 juin | États-Unis | 58  | 62 | Allemagne  |
| 13 juin | Japon      | 63  | 24 | Thaïlande  |
| 13 juin | Pays-Bas   | 114 | 18 | Algérie    |
| 14 juin | Pays-Bas   | 96  | 42 | Japon      |
| 16 juin | États-Unis | 57  | 66 | Pays-Bas   |
| 16 juin | Japon      | 52  | 61 | Allemagne  |
| 16 juin | Algérie    | 59  | 48 | Thaïlande  |

### Groupe B
| # | Équipe          | Pts | G | P | Pm  | Pe  | Diff | Dép | Moy   |
| - | --------------- | --- | - | - | --- | --- | ---- | --- | ----- |
| 1 | Chine           | 9   | 4 | 1 | 304 | 233 | +71  |     | 61-47 |
| 2 | Espagne         | 8   | 3 | 2 | 276 | 268 | +8   | +13 | 55-54 |
| 3 | Australie       | 8   | 3 | 2 | 292 | 301 | -9   | -4  | 58-60 |
| 4 | Canada          | 8   | 3 | 2 | 310 | 303 | +7   | -9  | 62-61 |
| 5 | Grande-Bretagne | 7   | 2 | 3 | 276 | 275 | +1   |     | 55-55 |
| 6 | Brésil          | 5   | 0 | 5 | 213 | 291 | -78  |     | 43-58 |

| 10 juin | Brésil          | 56 | 61 | Canada          |
| 10 juin | Chine           | 71 | 49 | Australie       |
| 10 juin | Espagne         | 48 | 51 | Grande-Bretagne |
| 11 juin | Chine           | 66 | 49 | Espagne         |
| 11 juin | Grande-Bretagne | 67 | 35 | Brésil          |
| 12 juin | Grande-Bretagne | 46 | 64 | Chine           |
| 12 juin | Australie       | 61 | 53 | Brésil          |
| 12 juin | Espagne         | 70 | 65 | Canada          |
| 13 juin | Canada          | 66 | 59 | Grande-Bretagne |
| 13 juin | Australie       | 52 | 60 | Espagne         |
| 13 juin | Brésil          | 35 | 53 | Chine           |
| 14 juin | Australie       | 68 | 64 | Canada          |
| 16 juin | Espagne         | 49 | 34 | Brésil          |
| 16 juin | Canada          | 54 | 50 | Chine           |
| 16 juin | Grande-Bretagne | 53 | 62 | Australie       |

## Tour final

### Tableau principal
|  | Quarts de finale | Quarts de finale | Quarts de finale | Quarts de finale |    |           | Demi-finales     | Demi-finales     | Demi-finales                  | Demi-finales                  |                               |                               | Finale           | Finale           | Finale           | Finale           |
|  |                  |                  |                  |                  |    |           |                  |                  |                               |                               |                               |                               |                  |                  |                  |                  |
|  | 17 juin, à 12h15 | 17 juin, à 12h15 | 17 juin, à 12h15 | 17 juin, à 12h15 |    |           | 18 juin, à 14h30 | 18 juin, à 14h30 | 18 juin, à 14h30              | 18 juin, à 14h30              |                               |                               | 20 juin, à 14h00 | 20 juin, à 14h00 | 20 juin, à 14h00 | 20 juin, à 14h00 |
|  | 17 juin, à 12h15 | 17 juin, à 12h15 | 17 juin, à 12h15 | 17 juin, à 12h15 |    |           | 18 juin, à 14h30 | 18 juin, à 14h30 | 18 juin, à 14h30              | 18 juin, à 14h30              |                               |                               | 20 juin, à 14h00 | 20 juin, à 14h00 | 20 juin, à 14h00 | 20 juin, à 14h00 |
|  | A1               | Pays-Bas         | 66               | 66               |    |           | 18 juin, à 14h30 | 18 juin, à 14h30 | 18 juin, à 14h30              | 18 juin, à 14h30              |                               |                               | 20 juin, à 14h00 | 20 juin, à 14h00 | 20 juin, à 14h00 | 20 juin, à 14h00 |
|  | A1               | Pays-Bas         | 66               | 66               |    |           | 18 juin, à 14h30 | 18 juin, à 14h30 | 18 juin, à 14h30              | 18 juin, à 14h30              |                               |                               | 20 juin, à 14h00 | 20 juin, à 14h00 | 20 juin, à 14h00 | 20 juin, à 14h00 |
|  | B4               | Canada           | 47               | 47               |    |           | 18 juin, à 14h30 | 18 juin, à 14h30 | 18 juin, à 14h30              | 18 juin, à 14h30              |                               |                               | 20 juin, à 14h00 | 20 juin, à 14h00 | 20 juin, à 14h00 | 20 juin, à 14h00 |
|  | B4               | Canada           | 47               | 47               | A1 | Pays-Bas  | 72               | 72               |                               |                               |                               |                               | 20 juin, à 14h00 | 20 juin, à 14h00 | 20 juin, à 14h00 | 20 juin, à 14h00 |
|  | 17 juin, à 16h45 |                  |                  |                  | A1 | Pays-Bas  | 72               | 72               |                               |                               |                               |                               | 20 juin, à 14h00 | 20 juin, à 14h00 | 20 juin, à 14h00 | 20 juin, à 14h00 |
|  |                  |                  | A3               | États-Unis       | 65 | 65        |                  |                  |                               |                               |                               |                               | 20 juin, à 14h00 | 20 juin, à 14h00 | 20 juin, à 14h00 | 20 juin, à 14h00 |
|  | B2               | Espagne          | A3               | États-Unis       | 65 | 65        | 45               | 45               |                               |                               |                               |                               | 20 juin, à 14h00 | 20 juin, à 14h00 | 20 juin, à 14h00 | 20 juin, à 14h00 |
|  | B2               | Espagne          | 18 juin, à 19h00 |                  |    |           | 45               | 45               |                               |                               |                               |                               | 20 juin, à 14h00 | 20 juin, à 14h00 | 20 juin, à 14h00 | 20 juin, à 14h00 |
|  | A3               | États-Unis       | 73               | 73               |    |           |                  |                  |                               |                               |                               |                               | 20 juin, à 14h00 | 20 juin, à 14h00 | 20 juin, à 14h00 | 20 juin, à 14h00 |
|  | A3               | États-Unis       | 73               | 73               | A1 | Pays-Bas  | 57               | 57               |                               |                               |                               |                               |                  |                  |                  |                  |
|  | 17 juin, à 14h30 |                  |                  |                  | A1 | Pays-Bas  | 57               | 57               |                               |                               |                               |                               |                  |                  |                  |                  |
|  |                  |                  | B1               | Chine            | 34 | 34        |                  |                  |                               |                               |                               |                               |                  |                  |                  |                  |
|  | B1               | Chine            | B1               | Chine            | 34 | 34        | 60               | 60               |                               |                               |                               |                               |                  |                  |                  |                  |
|  | B1               | Chine            |                  |                  |    |           |                  |                  |                               |                               |                               |                               |                  |                  |                  |                  |
|  | A4               | Japon            | 52               | 52               |    |           |                  |                  |                               |                               |                               |                               |                  |                  |                  |                  |
|  | A4               | Japon            | 52               | 52               | B1 | Chine     | 49               | 49               | Match pour la troisième place | Match pour la troisième place | Match pour la troisième place | Match pour la troisième place |                  |                  |                  |                  |
|  | 17 juin, à 19h00 |                  |                  |                  | B1 | Chine     | 49               | 49               | Match pour la troisième place | Match pour la troisième place | Match pour la troisième place | Match pour la troisième place |                  |                  |                  |                  |
|  |                  |                  | A2               | Allemagne        | 45 | 45        |                  |                  | 20 juin, à 11h45              | 20 juin, à 11h45              | 20 juin, à 11h45              | 20 juin, à 11h45              |                  |                  |                  |                  |
|  | A2               | Allemagne        | A2               | Allemagne        | 45 | 45        | 64               | 64               | 20 juin, à 11h45              | 20 juin, à 11h45              | 20 juin, à 11h45              | 20 juin, à 11h45              |                  |                  |                  |                  |
|  | A2               | Allemagne        |                  |                  |    |           |                  | 64               |                               |                               | A3                            | États-Unis                    | 57               | 57               |                  |                  |
|  | B3               | Australie        | 50               | 50               |    |           |                  |                  |                               |                               | A3                            | États-Unis                    | 57               | 57               |                  |                  |
|  | B3               | Australie        | 50               | 50               | A2 | Allemagne | 42               | 42               |                               |                               |                               |                               |                  |                  |                  |                  |
|  |                  |                  |                  |                  |    |           |                  |                  |                               |                               |                               |                               |                  |                  |                  |                  |

### Matchs de classement (places 9 à 12)
|  | Tour de classement | Tour de classement | Tour de classement | Tour de classement |           |        | 9e place         | 9e place         | 9e place         | 9e place         |
|  |                    |                    |                    |                    |           |        |                  |                  |                  |                  |
|  | 17 juin, à 10h00   | 17 juin, à 10h00   | 17 juin, à 10h00   | 17 juin, à 10h00   |           |        | 18 juin, à 18h45 | 18 juin, à 18h45 | 18 juin, à 18h45 | 18 juin, à 18h45 |
|  | A5                 | Algérie            | 29                 | 29                 |           |        | 18 juin, à 18h45 | 18 juin, à 18h45 | 18 juin, à 18h45 | 18 juin, à 18h45 |
|  | A5                 | Algérie            | 29                 | 29                 |           |        | 18 juin, à 18h45 | 18 juin, à 18h45 | 18 juin, à 18h45 | 18 juin, à 18h45 |
|  | B6                 | Brésil             | 91                 | 91                 |           |        | 18 juin, à 18h45 | 18 juin, à 18h45 | 18 juin, à 18h45 | 18 juin, à 18h45 |
|  | B6                 | Brésil             | 91                 | 91                 | B6        | Brésil | 44               | 44               |                  |                  |
|  | 17 juin, à 12h00   |                    |                    |                    | B6        | Brésil | 44               | 44               |                  |                  |
|  |                    |                    | B5                 | Grande-Bretagne    | 55        | 55     |                  |                  |                  |                  |
|  | B5                 | Grande-Bretagne    | B5                 | Grande-Bretagne    | 55        | 55     | 93               | 93               |                  |                  |
|  | B5                 | Grande-Bretagne    |                    |                    |           |        |                  | 93               |                  |                  |
|  | A6                 | Thaïlande          | 19                 | 19                 |           |        |                  |                  |                  |                  |
|  | A6                 | Thaïlande          | 19                 | 19                 | 11e place |        |                  |                  |                  |                  |
|  |                    |                    |                    |                    |           |        |                  |                  |                  |                  |
|  | 18 juin, à 16h30   |                    |                    |                    |           |        |                  |                  |                  |                  |
|  | A5                 | Algérie            | 46                 | 46                 |           |        |                  |                  |                  |                  |
|  | A5                 | Algérie            | 46                 | 46                 |           |        |                  |                  |                  |                  |
|  | A6                 | Thaïlande          | 63                 | 63                 |           |        |                  |                  |                  |                  |
|  | A6                 | Thaïlande          | 63                 | 63                 |           |        |                  |                  |                  |                  |

Tour de classement

11e place

| 18 juin 2023 16h30 | Statistiques | Algérie                                                         | 46-63                    | Thaïlande                                               |  | Dubai World Trade Centre (en) Terrain n°2 Dubaï |
| 18 juin 2023 16h30 | Statistiques | Score par quart-temps : 12-14, 6-23, 14-13, 14-13               |                          |                                                         |  | Dubai World Trade Centre (en) Terrain n°2 Dubaï |
| 18 juin 2023 16h30 | Statistiques | Score par mi-temps : 18-37, 28-26                               |                          |                                                         |  | Dubai World Trade Centre (en) Terrain n°2 Dubaï |
| 18 juin 2023 16h30 | Statistiques | Djamila Khemgani, 19 Djamila Khemgani, 14 Khemgani, Abdelali, 5 | Points Rebonds Passes d. | Natnapa Ponin, 22 Pimjai Putthanoi, 19 Natnapa Ponin, 5 |  | Dubai World Trade Centre (en) Terrain n°2 Dubaï |

9e place

| 18 juin 2023 18h45 | Statistiques | Brésil                                                     | 44-55                    | Grande-Bretagne                                      |  | Dubai World Trade Centre (en) Terrain n°2 Dubaï |
| 18 juin 2023 18h45 | Statistiques | Score par quart-temps : 12-18, 12-15, 10-10, 10-12         |                          |                                                      |  | Dubai World Trade Centre (en) Terrain n°2 Dubaï |
| 18 juin 2023 18h45 | Statistiques | Score par mi-temps : 24-33, 20-22                          |                          |                                                      |  | Dubai World Trade Centre (en) Terrain n°2 Dubaï |
| 18 juin 2023 18h45 | Statistiques | Vileide Almeida, 21 Vileide Almeida, 14 Vileide Almeida, 5 | Points Rebonds Passes d. | Lucy Robinson, 15 Lucy Robinson, 12 Helen Freeman, 7 |  | Dubai World Trade Centre (en) Terrain n°2 Dubaï |

### Matchs de classement (places 5 à 8)
Les équipes éliminées au stade des quarts-de-finale poursuivent la compétition par deux rencontres de classement.
|  | Tour de classement | Tour de classement | Tour de classement | Tour de classement |          |        | 5e place         | 5e place         | 5e place         | 5e place         |
|  |                    |                    |                    |                    |          |        |                  |                  |                  |                  |
|  | 18 juin, à 12h00   | 18 juin, à 12h00   | 18 juin, à 12h00   | 18 juin, à 12h00   |          |        | 19 juin, à 19h15 | 19 juin, à 19h15 | 19 juin, à 19h15 | 19 juin, à 19h15 |
|  | B4                 | Canada             | 60                 | 60                 |          |        | 19 juin, à 19h15 | 19 juin, à 19h15 | 19 juin, à 19h15 | 19 juin, à 19h15 |
|  | B4                 | Canada             | 60                 | 60                 |          |        | 19 juin, à 19h15 | 19 juin, à 19h15 | 19 juin, à 19h15 | 19 juin, à 19h15 |
|  | B2                 | Espagne            | 47                 | 47                 |          |        | 19 juin, à 19h15 | 19 juin, à 19h15 | 19 juin, à 19h15 | 19 juin, à 19h15 |
|  | B2                 | Espagne            | 47                 | 47                 | B4       | Canada | 64               | 64               |                  |                  |
|  | 18 juin, à 14h15   |                    |                    |                    | B4       | Canada | 64               | 64               |                  |                  |
|  |                    |                    | B3                 | Australie          | 62       | 62     |                  |                  |                  |                  |
|  | A4                 | Japon              | B3                 | Australie          | 62       | 62     | 51               | 51               |                  |                  |
|  | A4                 | Japon              |                    |                    |          |        |                  | 51               |                  |                  |
|  | B3                 | Australie          | 64                 | 64                 |          |        |                  |                  |                  |                  |
|  | B3                 | Australie          | 64                 | 64                 | 7e place |        |                  |                  |                  |                  |
|  |                    |                    |                    |                    |          |        |                  |                  |                  |                  |
|  | 19 juin, à 17h00   |                    |                    |                    |          |        |                  |                  |                  |                  |
|  | B2                 | Espagne            | 51                 | 51                 |          |        |                  |                  |                  |                  |
|  | B2                 | Espagne            | 51                 | 51                 |          |        |                  |                  |                  |                  |
|  | A4                 | Japon              | 54                 | 54                 |          |        |                  |                  |                  |                  |
|  | A4                 | Japon              | 54                 | 54                 |          |        |                  |                  |                  |                  |

Tour de classement

7e place

| 19 juin 2023 17h00 | Statistiques | Espagne                                                             | 51-54                    | Japon                               |  | Dubai World Trade Centre (en) Terrain n°2 Dubaï Affluence : 100 |
| 19 juin 2023 17h00 | Statistiques | Score par quart-temps : 17-12, 8-13, 12-15, 14-14                   |                          |                                     |  | Dubai World Trade Centre (en) Terrain n°2 Dubaï Affluence : 100 |
| 19 juin 2023 17h00 | Statistiques | Score par mi-temps : 25-25, 26-29                                   |                          |                                     |  | Dubai World Trade Centre (en) Terrain n°2 Dubaï Affluence : 100 |
| 19 juin 2023 17h00 | Statistiques | Beatriz Zudaire, 21 Beatriz Zudaire, 15 Zudaire, Alonso Vilariño, 7 | Points Rebonds Passes d. | Chihiro Kitada, 13 Mari Amimoto, 10 |  | Dubai World Trade Centre (en) Terrain n°2 Dubaï Affluence : 100 |

5e place

| 19 juin 2023 19h15 | Statistiques | Canada                                                    | 64-62                    | Australie                                             |  | Dubai World Trade Centre (en) Terrain n°2 Dubaï Affluence : 100 |
| 19 juin 2023 19h15 | Statistiques | Score par quart-temps : 16-18, 16-14, 14-14, 18-16        |                          |                                                       |  | Dubai World Trade Centre (en) Terrain n°2 Dubaï Affluence : 100 |
| 19 juin 2023 19h15 | Statistiques | Score par mi-temps : 32-32, 32-30                         |                          |                                                       |  | Dubai World Trade Centre (en) Terrain n°2 Dubaï Affluence : 100 |
| 19 juin 2023 19h15 | Statistiques | Cindy Ouellet, 35 Ouellet, Dandeneau, 10 Cindy Ouellet, 7 | Points Rebonds Passes d. | Amber Merritt, 33 Amber Merritt, 11 Georgia Inglis, 8 |  | Dubai World Trade Centre (en) Terrain n°2 Dubaï Affluence : 100 |

### 3eplace
| 20 juin 2023 11h45 | Statistiques | États-Unis                                                                   | 57-42                    | Allemagne                                             |  | Dubai World Trade Centre (en) Terrain n°1 Dubaï Affluence : 125 |
| 20 juin 2023 11h45 | Statistiques | Score par quart-temps : 13-13, 22-7, 12-10, 10-12                            |                          |                                                       |  | Dubai World Trade Centre (en) Terrain n°1 Dubaï Affluence : 125 |
| 20 juin 2023 11h45 | Statistiques | Score par mi-temps : 35-20, 22-22                                            |                          |                                                       |  | Dubai World Trade Centre (en) Terrain n°1 Dubaï Affluence : 125 |
| 20 juin 2023 11h45 | Statistiques | Rose Marie Hollermann, 14 Rose Marie Hollermann, 12 Rose Marie Hollermann, 5 | Points Rebonds Passes d. | Mareike Miller, 15 Mareike Miller, 10 Miller, Lang, 5 |  | Dubai World Trade Centre (en) Terrain n°1 Dubaï Affluence : 125 |

### Finale
| 20 juin 2023 14h00 | Statistiques | Pays-Bas                                        | 57-34                    | Chine                                          |  | Dubai World Trade Centre (en) Terrain n°1 Dubaï Affluence : 258 |
| 20 juin 2023 14h00 | Statistiques | Score par quart-temps : 16-5, 15-12, 16-9, 10-8 |                          |                                                |  | Dubai World Trade Centre (en) Terrain n°1 Dubaï Affluence : 258 |
| 20 juin 2023 14h00 | Statistiques | Score par mi-temps : 31-17, 26-17               |                          |                                                |  | Dubai World Trade Centre (en) Terrain n°1 Dubaï Affluence : 258 |
| 20 juin 2023 14h00 | Statistiques | Mariska Beijer, 22 Bo Kramer, 10 Bo Kramer, 5   | Points Rebonds Passes d. | Lin Suiling, 12 Lin Suiling, 11 Lin Suiling, 5 |  | Dubai World Trade Centre (en) Terrain n°1 Dubaï Affluence : 258 |

## Récompenses
Le All-Star five de la compétition est composé d'une joueuse nommée pour chaque classe de handicap ainsi qu'une MVP désignée parmi l'ensemble de toutes les classes :
- Classe 1,0-1,5 pt :  Zhang Tonglei (1,0 pt)
- Classe 2,0-2,5 pts :  Courtney Ryan (2,0 pts)
- Classe 3,0-3,5 pts :  Rose Marie Hollermann (3,5 pts)
- Classe 4,0-4,5 pts :  Amber Merritt (4,5 pts)
- MVP :  Mariska Beijer (4,0 pts)